# Losonczi Farkas János
Losonczi Farkas János (?, 1629 vagy 1630 – Veszprém, 1702. január 8.) a Dunántúli Református Egyházkerület püspöke 1695-től haláláig.

## Életútja
Sárospatakon tanult, ahol 1649. március 10-én lépett a felsőbb osztályokba. Innen külföldre ment, hol 1655 februárjában az utrechti, 1657. február 15-én a leideni, ugyanez évi szeptember 15-én a groningeni. 1658. január 9-én a franekeri egyetemnek lépett a hallgatói sorába. Még ez évben hazajőve, Nagyszombatban lett lelkész, ahonnan 1671 januárjában a templom elvételével együtt kiüldözték a római katolikusok. Egy idei bujdosás után Kocson, 1673 márciusától Veszprémben lelkészkedett, s itt ugyanez évtől a veszprémi egyházmegye esperesi tisztét is vitte. Ezt a hivatalát azután is megtartotta, hogy 1695-ben püspökévé választotta a dunántúli egyházkerület.
Műve: De falsitate ecclesiae romano-papisticae. (Leiden, 1657.) Üdvözlő verset írt →Szántai Pócs Istvánhoz (1656.) és Csuzi Cseh Jakabhoz (1668.).